# Philautus anili
Philautus anili är en groddjursart som beskrevs av Biju och Franky Bossuyt 2006. Philautus anili ingår i släktet Philautus och familjen trädgrodor. Inga underarter finns listade i Catalogue of Life.